# Jonesboro (Maine)
Jonesboro es un municipio (en inglés, town) del condado de Washington, Maine, Estados Unidos. Según el censo de 2020, tiene una población de 579 habitantes. Su nombre proviene del terrateniente John Coffin.

## Geografía
La localidad está ubicada en las coordenadas 44°39′56″N 67°35′42″O / 44.66556, -67.59500 (44.665504, -67.59497). Según la Oficina del Censo de los Estados Unidos, Jonesboro tiene una superficie total de 99.35 km², de la cual 94.73 km² corresponden a tierra firme y 4.62 km² son agua.

## Demografía
Según el censo de 2020, hay 579 personas residiendo en Jonesboro. La densidad de población es de 6.1 hab./km². El 96.37% de los habitantes son blancos, el 0.17% es afroamericano, el 0.17% es amerindio, el 0.35% son asiáticos y el 2.94% son de una mezcla de razas. Del total de la población, el 1.90% son hispanos o latinos de cualquier raza.